# Basketball Club Žalgiris 2019-2020
Questa voce raccoglie le informazioni riguardanti il Basketball Club Žalgiris nelle competizioni ufficiali della stagione 2019-2020.

## Stagione
La stagione 2019-2020 del Basketball Club Žalgiris è la 27ª nel massimo campionato lituano di pallacanestro, la Lietuvos krepšinio lyga.

## Roster
Aggiornato al 31 luglio 2019.
| Žalgiris Kaunas 2019-20 | Žalgiris Kaunas 2019-20 |
| Giocatori               | Staff tecnico           |
| ----------------------- | ----------------------- |

| N. | Naz.                                        | Ruolo | Nome                 | Anno | Alt.   | Peso   |  |
| -- | ------------------------------------------- | ----- | -------------------- | ---- | ------ | ------ |  |
| 0  | Stati Uniti (bandiera)                      | G     | Thomas Walkup        | 1992 | 193 cm | 88 kg  |  |
| 1  | Stati Uniti (bandiera)                      | G     | K.C. Rivers          | 1987 | 196 cm | 97 kg  |  |
| 2  | Stati Uniti (bandiera) · Messico (bandiera) | P     | Alex Pérez           | 1993 | 191 cm | 86 kg  |  |
| 4  | Lituania (bandiera)                         | P     | Lukas Lekavičius     | 1994 | 180 cm | 76 kg  |  |
| 10 | Stati Uniti (bandiera)                      | AG    | Nigel Hayes          | 1994 | 203 cm | 115 kg |  |
| 12 | Lituania (bandiera)                         | AG    | Erikas Venskus       | 2000 | 205 cm | 100 kg |  |
| 13 | Lituania (bandiera)                         | AG    | Paulius Jankūnas (C) | 1984 | 205 cm | 107 kg |  |
| 16 | Lituania (bandiera)                         | G     | Karolis Lukošiūnas   | 1997 | 195 cm | 95 kg  |  |
| 17 | Lituania (bandiera)                         | C     | Laurynas Birutis     | 1997 | 213 cm | 110 kg |  |
| 21 | Lituania (bandiera)                         | G     | Artūras Milaknis     | 1986 | 195 cm | 90 kg  |  |
| 23 | Lituania (bandiera)                         | C     | Martinas Geben       | 1994 | 208 cm | 114 kg |  |
| 31 | Lituania (bandiera)                         | P     | Rokas Jokubaitis     | 2000 | 193 cm | 84 kg  |  |
| 32 | Stati Uniti (bandiera)                      | AC    | Zach LeDay           | 1994 | 202 cm | 108 kg |  |
| 34 | Australia (bandiera)                        | C     | Jock Landale         | 1995 | 211 cm | 117 kg |  |
| 40 | Lituania (bandiera)                         | AP    | Marius Grigonis      | 1994 | 198 cm | 88 kg  |  |
| 92 | Lituania (bandiera)                         | AP    | Edgaras Ulanovas     | 1992 | 198 cm | 94 kg  |  |

| Allenatore |
| - Šarūnas Jasikevičius |
| Assistente/i |
| - Evaldas Beržininkaitis - Tomas Masiulis - Darius Maskoliūnas Legenda - (C) Capitano - (IN) Inattivo - Infortunato Roster |

## Mercato

### Sessione estiva
| Acquisti | Acquisti           | Acquisti        | Acquisti      | Acquisti |
| R.a      | Nome               | da              | Modalità      |          |
| -------- | ------------------ | --------------- | ------------- | -------- |
| C        | Jock Landale       | Partizan        | definitivo    |          |
| AG       | Nigel Hayes        | Galatasaray     | definitivo    |          |
| P        | Lukas Lekavičius   | Panathīnaïkos   | definitivo    |          |
| GA       | Donatas Sabeckis   | R. Ludwigsburg  | fine prestito |          |
| P        | Alex Pérez         | Bandırma B.İ.K. | definitivo    |          |
| AC       | Zach LeDay         | Olympiakos      | definitivo    |          |
| G        | Martynas Varnas    | Nevėžis         | fine prestito |          |
| C        | Martinas Geben     | Juventus Utena  | fine prestito |          |
| P        | Arnas Velička      | Tartu Ülikooli  | fine prestito |          |
| PG       | Paulius Valinskas  | Lietkabelis     | fine prestito |          |
| AP       | Matas Jogėla       | Dzūkija Alytus  | fine prestito |          |
| G        | Karolis Lukošiūnas | Šiauliai        | definitivo    |          |

| Cessioni | Cessioni             | Cessioni          | Cessioni         | Cessioni |
| R.       | Nome                 | a                 | Modalità         |          |
| -------- | -------------------- | ----------------- | ---------------- | -------- |
| C        | Antanas Kavaliauskas |                   | ritirato         |          |
| AC       | Brandon Davies       | Barcellona        | fine contratto   |          |
| P        | Léo Westermann       | Fenerbahçe        | fine contratto   |          |
| AG       | Aaron White          | Olimpia Milano    | fine contratto   |          |
| P        | Nate Wolters         | Maccabi Tel Aviv  | fine contratto   |          |
| GA       | Donatas Sabeckis     | Cibona Zagabria   | rescissione      |          |
| G        | Martynas Varnas      | Prienai           | rescissione      |          |
| AG       | Deon Thompson        | Málaga            | fine contratto   |          |
| G        | Lukas Uleckas        | Prienai           | rescissione      |          |
| AG       | Gytis Masiulis       | Neptūnas Klaipėda | rinnovo prestito |          |
| P        | Arnas Velička        | Prienai           | prestito         |          |
| PG       | Paulius Valinskas    | Orléans Loiret    | prestito         |          |
| AP       | Matas Jogėla         | Neptūnas Klaipėda | fine contratto   |          |

### Dopo l'inizio della stagione
| Acquisti | Acquisti          | Acquisti          | Acquisti         | Acquisti      |
| R.       | Nome              | da                | Data             | Modalità      |
| -------- | ----------------- | ----------------- | ---------------- | ------------- |
| PG       | Paulius Valinskas | Orléans Loiret    | 23 ottobre 2019  | fine prestito |
| G        | K.C. Rivers       | Real Betis        | 22 novembre 2019 | definitivo    |
| AG       | Gytis Masiulis    | Neptūnas Klaipėda | 28 maggio 2020   | fine prestito |

| Cessioni | Cessioni          | Cessioni          | Cessioni         | Cessioni    |
| R.       | Nome              | a                 | Data             | Modalità    |
| -------- | ----------------- | ----------------- | ---------------- | ----------- |
| PG       | Paulius Valinskas | Lietkabelis       | 2 novembre 2019  | rescissione |
| P        | Kerr Kriisa       | Prienai           | 6 novembre 2019  | prestito    |
| P        | Alex Pérez        | Free agent        | 19 novembre 2019 | rescissione |
| C        | Laurynas Birutis  | Prienai           | 21 novembre 2019 | prestito    |
| AG       | Gytis Masiulis    | Skyl. Francoforte | 28 maggio 2020   | prestito    |